# Novella
La novella è un componimento letterario in prosa di carattere narrativo, meno ampio e complesso del romanzo, generalmente dedicato a una sola vicenda.. 

## Storia
Come genere si diffuse in Italia a partire dal 1349 con il Decameron di Boccaccio ma ha origini antiche difficilmente identificabili e si è evoluto nel corso dei secoli in funzione delle diverse culture e società.
Componimenti in qualche modo analoghi sono presenti nelle letterature dell'antico Egitto e della Mesopotamia (Sumeri, Babilonesi). Il genere è presente anche nelle letterature orientali, in particolare in quella indiana, che presenta varie raccolte, tra cui la celebre Pañcatantra. In India nasce anche la struttura delle novelle precedute da una cornice narrativa, struttura che poi avrà diffusione anche in Occidente con il Decameron. La novella ebbe scarsa autonomia nelle letterature greca e latina. Si ricordano gli arguti e burleschi Racconti sibaritici e la Fabula Milesia.
Nella letteratura orientale è conosciutissima la raccolta Le mille e una notte.
Alla base della struttura che la novella assumerà poi nel Medioevo troviamo l'exemplum, un genere che si potrebbe definire una forma semplice di novella ma che possiamo descrivere anche come a metà strada tra la fiaba e la parabola. Anche l'exemplum è inglobato in altri generi, come la vita dei Santi perché era usato molto spesso dai predicatori con finalità educative e morali. I predicatori se ne servivano allora per ricondurre sulla giusta strada coloro che avevano commesso qualche peccato. Nel Medioevo il fabliau è un altro antecedente della novella.
La novella sorge più tardi, in età medievale, nell'ambito di culture molto diverse tra loro. Ancora assente in Francia e in Germania, la novella era un genere praticato in Spagna dove risentiva della novellistica arabo-orientale, come attestano Furberie e perfidie delle donne (1253), una versione del Libro de' sette savi scritta da Fadrique di Castiglia, fratello del re Alfonso X il Saggio; il Libro degli esempi del conte Lucanor e di Patronio (1335) di Juan Manuel e le novelle in versi del Libro del buon amor (1330-1343) di Juan Ruiz. In Inghilterra la novella si sviluppò a partire dai Racconti di Canterbury di Geoffrey Chaucer (secolo XIV).

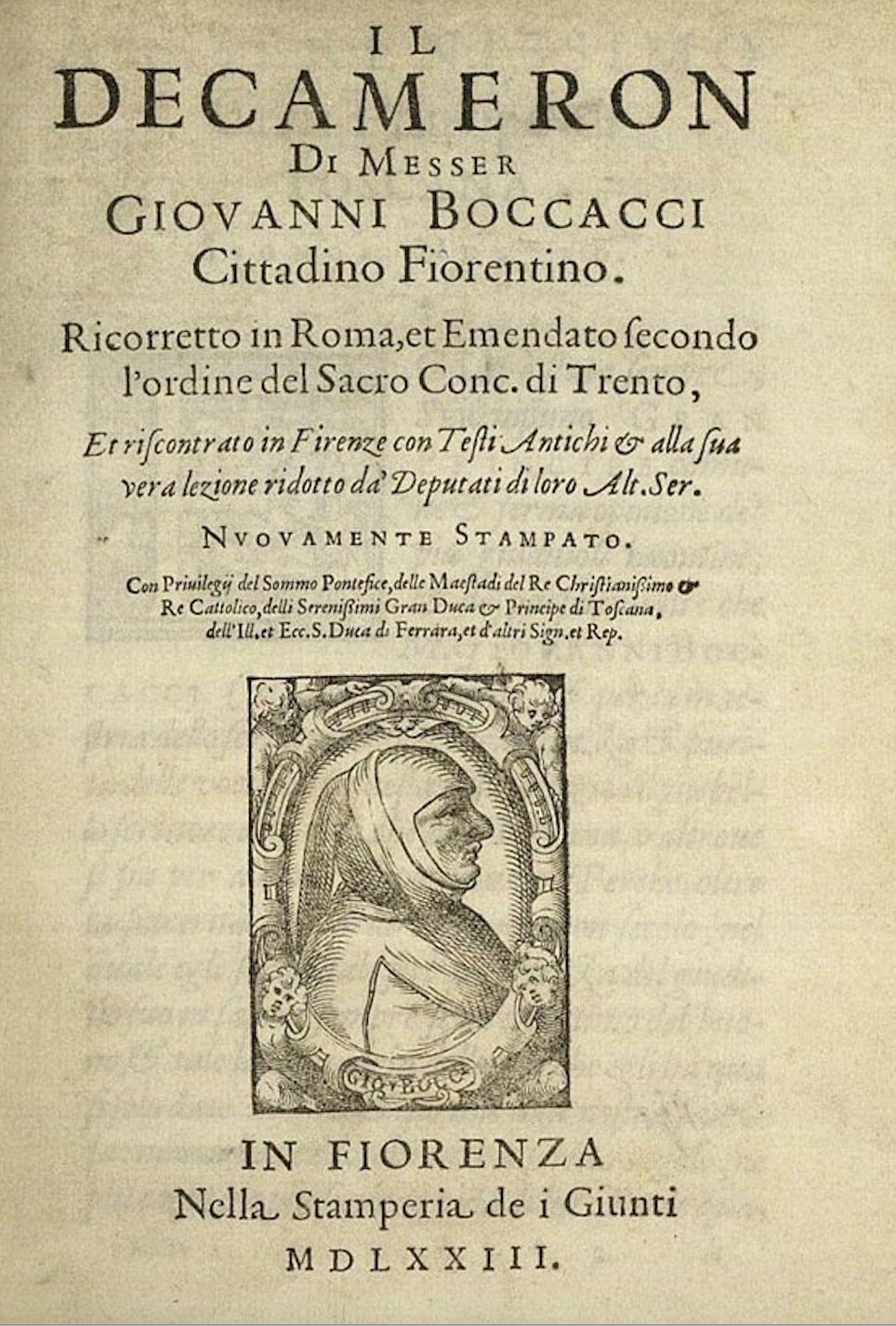
Frontespizio de Il Decameron nell'edizione del 1573

La novella, il cui talento è la concisione, in Čechov diventa una miniatura. Nei suoi brevi racconti, senza principio né fine, «semplici frammenti della vita che si svolge», si passa dal realismo di costume al realismo simbolico. Goethe definì la novella come la «descrizione di un avvenimento inaudito e del tutto nuovo» e che ha a che fare «con caratteri già formati». «Questo concetto è quello di Boccaccio, di Cervantes, dei romantici tedeschi, di Merimée, di Puškin. E, più vicino a noi, Franz Kafka (...)»

### XIII secolo

#### In Italia
La novellistica italiana ha, nel Duecento, un carattere di freschezza e originalità che si esprime in alcuni validi testi come il Libro de' sette savi opera di traduzione dal francese di una trama che in seguito si è diffusa in tutte le letterature, i Conti di antichi cavalieri, anch'essi derivati dal francese, un poema formato di varie storie cavalleresche e, soprattutto, il Novellino, chiamato anche Le cento novelle antiche o Libro del bel parlare, che trova nella borghesia comunale che stava affermandosi in quel periodo, con i suoi ideali di gentilezza, di cortesia, di sottile intelligenza e del bel parlare, la sua migliore celebrazione.
Il Novellino
Il "Novellino" medievale, da non confondere con l'opera omonima del 1476 (appunto, Il Novellino) di Masuccio Salernitano, passato all'indice dei libri proibiti, è senza dubbio una delle più notevoli opere in prosa del secolo. Della sua storia esterna, poco di sicuro si può affermare ancora oggi malgrado i numerosi studi fatti su di essa.
L'opera dovette essere composta non prima del 1281 e non dopo il 1300 e si discute se da uno o più autori; certamente il compilatore fu unico e a lui, quasi sicuramente, si deve il Proemio dove i contenuti dell'opera e i suoi scopi sono indicati con sufficiente chiarezza e sintesi: sebbene la fonte fosse quasi certamente di area toscana, alcuni non escludono che le sue origini siano venete.
Vi si legge:
La brevità quasi schematica del maggior numero dei racconti del "Novellino" (cento in tutto) è parsa per lungo tempo dovuta all'immaturità e semplicità dello scrittore, ma un più accurato studio dell'opera ha rivelato che esso non può essere inteso nella sua realtà se non inquadrandolo sullo sfondo della civiltà culturale medievale.
La brevità e la schematicità del Novellino sono volute dal suo autore, e sono dovute a precisi intenti stilistici e morali.
Gli aneddoti e le brevi narrazioni erano collocati infatti nel Medioevo nei trattati morali come esempi di verità o riprove degli insegnamenti e delle esortazioni, e perciò erano tanto più efficaci quanto più brevi e calzanti.
Il Novellino trasporta nel volgare, con esperta disciplina retorica e stilistica, proprio gli esempi delle scritture medievali, pertanto il suo pregio sta proprio nella sua rapidità ed essenzialità.
Il Novellino perciò non è da considerarsi l'inizio ingenuo ed elementare della novellistica italiana, ma un documento in volgare della matura civiltà letteraria del Medioevo latino.
Pertanto non si dovrebbe guardare questa opera tenendo l'occhio al Decameron, ma allo sfondo di cultura al quale si collega, e se da esso si vuole guardare al Decameron, si può farlo solamente per rendersi conto di quale rivoluzione abbia operato nell'ambito letterario l'opera di Giovanni Boccaccio.
Il Novellino ha pertanto singolari pregi di vivacità, di disegno essenziale e anche di felice rilievo. Sono narrazioni brevi, ma proporzionate e armoniche, ravvivate da un gusto narrativo che va dal tragico al fiabesco, dal comico al drammatico, il tutto scritto in una lingua toscana viva e schietta.

### XIV secolo

#### In Italia
Se nel Duecento la novella aveva mirato sia ad educare che a dilettare, nel Trecento queste finalità prendono vie diverse: da una parte novelle di pura ispirazione morale e religiosa, dall'altra novelle che intendono essenzialmente dilettare.
Di ispirazione religiosa e morale sono le novelle di Jacopo Passavanti, frate domenicano, che incluse nel suo libro di prediche intitolato Lo specchio di vera penitenza. Si tratta di racconti di grande rilievo drammatico, in cui si avverte sempre la presenza dell'al di là come conseguenza della condotta dell'uomo sulla terra. Un altro domenicano, Domenico Cavalca, è da ricordare per la sua prosa religiosa tra aneddoto ed exemplum.
Anche I Fioretti di San Francesco, aneddoti sulla vita del Santo raccolti da un ignoto frate francescano, sono pervasi di profondo spirito religioso: non cupo come nei racconti del Passavanti, ma gioioso, sereno, tipicamente francescano.
Scritte invece per dilettare ed indifferenti ad ogni pretesa morale sono le novelle di Giovanni Boccaccio, novelle tra le più belle non solo di questo secolo, ma di tutta la letteratura italiana.
Sono cento e sono tenute insieme da un racconto cornice che è il seguente: nella peste del 1348 dieci giovani fiorentini, tre uomini e sette donne, per evitare il contagio si rifugiano nel contado e qui, per trascorrere lietamente il tempo, raccontano per dieci giorni una novella ciascuno, per questo il titolo dell'opera è Decameron, che, secondo l'etimologia greca, significa, dieci giornate.
La caratteristica dell'opera risiede innanzi tutto nell'utilizzo da parte di Boccaccio della cornice, espediente di cui l'autore si serve per indicare i temi delle giornate e dare giudizi al riguardo delle novelle. Queste vengono pertanto ad inserirsi in questo complesso apparato narrativo proveniente dalla tradizione indiana che nel XIII secolo trova nella toscana fiorentina il centro narrativo più prolifico della storia. Inoltre da sottolineare è l'interesse boccacciano per il mondo femminile, al quale per l'appunto viene destinato il libro nell'intento di distrarle dai mali d'amore. Argomento delle novelle sono la gaia vita cortese, l'esuberanza esplosiva dell'amore in tutti i suoi infiniti atteggiamenti, l'astuzia sottile che pone in ridicolo i creduloni. Un mondo, insomma, in cui l'intelligenza e la bellezza dominano incontrastate e non conoscono remore morali. In questo mondo vivono mille personaggi, uomini e donne, giovani e vecchi, buoni e cattivi, furbi e sciocchi, onesti e furfanti, nobili e sguatteri, tutti così vivamente rappresentati, che una volta incontrati non si dimenticano più. Ed è proprio in questa grande abilità di delineare caratteri, oltre che in quella di tessere trame, la grande arte di Boccaccio.
Boccaccio ebbe nel suo secolo diversi imitatori. Tra questi il migliore fu Franco Sacchetti che scrisse il Trecentonovelle, ideato intorno al 1385, ma realizzato in parte tra il 1392 e 1396, senza un piano e un ordinamento. Si tratta appunto di trecento novelle che si rifanno ad alcuni temi boccacceschi, per lo più brevi e piene di brio, ma lontane dalla grande arte di Boccaccio.
L'opera esordisce con un proemio nel quale l'autore dichiara i suoi intenti: secondo il modello del Boccaccio, il Sacchetti raccoglie tutte le novelle dalle antiche alle moderne, oltre ad alcune in cui egli stesso fu protagonista. Il testo, che è costruito sul tipo dell'exemplum, si rifà al Decameron ma anche alla tradizione orale del popolo, ed è scritto in una lingua che risente di dialettismi, parole del gergo, modi della lingua parlata e con notevoli libertà di carattere sintattico. Si ricava pertanto dall'opera la predisposizione all'autobiografia e un marcato senso moralistico, che viene spiegato dall'autore stesso quando dichiara di voler prendere a modello Dante “che quando avea a trattare di virtù e lode altrui, parlava egli, e quando avea a dire è vizi e biasimare altrui, lo facea dire agli spiriti” . Vi è da dire, che per quanto il Sacchetti riprenda più o meno apertamente i motivi boccacceschi, il suo stile si stacca notevolmente dall'arte del narrare tipico di quest'ultimo, fino a dar vita ad un'opera per molti versi completamente differente dal Decameron. Le novelle infatti non sono incluse in una “cornice narrativa”, ma si dipanano liberamente senza seguire alcun progetto unitario di contenuto. Sacchetti si rifà piuttosto alla tradizione duecentesca della raccolta disorganica di tipo arcaico, mostrando uno spiccato gusto per la narrazione aneddotica, comica e realistica.
La grande innovazione di Sacchetti sta nel suo proporsi come narratore delle proprie novelle, assottigliando la distanza fino allora esistente tra narratore e destinatario. 
Entrambe le raccolte, seppur con fortune diverse, costituiscono una fonte storica decisamente interessante per analizzare gli usi e i costumi del Trecento.
Altri autori di novelle, precedute da una cornice narrativa, furono Giovanni Fiorentino (Il Pecorone) e Giovanni Sercambi.

### XV secolo

#### In Italia
La novellistica quattrocentesca, come accade per molti aspetti della cultura del XV secolo, è in parte connotata da una ripresa del volgare in chiave umanistica. Vedono così la luce il Paradiso degli Alberti di Giovanni Gherardi da Prato (1367-1442) e Le Porrettane del bolognese Giovanni Sabadino degli Arienti.
In questo periodo però il fenomeno più importante nell'ambito del genere è rappresentato dall'affermazione della novella spicciolata, cioè trasmessa come testo singolo avulso da qualsiasi struttura organica o 'incorniciata' di ascendenza decameroniana. Fra le spicciolate si distinguono la Historia de duobus amantibus (rielaborata da Enea Silvio Piccolomini in forma di epistola umanistica) e soprattutto la Novella del Grasso legnaiuolo (la cui versione più elaborata è quella pervenutaci sotto il nome dell'astrologo Antonio Tucci Manetti), in cui si racconta con dovizia di particolari la beffa ordita da Filippo Brunelleschi (con la complicità di Donatello) ai danni di un ingenuo ebanista.
Sono da ricordare anche la novella del Bianco Alfani e la novella di Lisetta Levaldini, abbinate in quattro manoscritti.
Il clima culturale dell'umanesimo, volto all'esaltazione dei valori individualistici dell'ingegno e dello spirito critico, recupera da Boccaccio soprattutto il tema del motto e della facezia, cioè di un parlare pronto e scaltrito grazie al quale il personaggio manipola a suo vantaggio una situazione problematica. Vanno ricondotte a questo filone la raccolta Motti e facezie del Piovano Arlotto, compilazione anonima di 218 aneddoti conclusi da un motto arguto, ma anche il Liber facetiarum di Poggio Bracciolini, gli Apologhi di Leon Battista Alberti e i Detti piacevoli di Poliziano.
Un posto a sé, nel panorama della novellistica quattrocentesca, spetta infine a Masuccio Salernitano, autore del Novellino. In questa raccolta (costituita da 50 testi suddivisi in cinque decadi tematiche) una notevole inventività narrativa e linguistica perviene a esiti ambigui, ora di pura e cruda comicità, ora di cupezza grottesca, assai distanti dall'equilibrio del modello decameroniano - rispetto al quale si rafforza notevolmente lo spunto misogino. L'opera venne messa quasi subito all'Indice per la frequenza del tema osceno e anticlericale.

### XVI secolo

#### In Italia
La novella italiana del Cinquecento è boccaccesca: boccacceschi sono i temi, boccacceschi i personaggi. Solo che quella che era stata licenza in Boccaccio, diventa ora, molto spesso, oscenità.
La ragione sta nel fatto che la novella in questo secolo, più che proporsi un intento letterario, persegue un intento di intrattenimento e divertimento, divertimento di una società sensuale, tutta intrisa di terrenità, disinteressata ai grandi temi della morale, della fede, della politica.
Il modello più vicino al Boccaccio fu Matteo Bandello, autore di poco più che duecento novelle. Non senza ragione Bandello chiamava "casi" le sue Novelle. In esse, infatti, il caso e non il personaggio (come era stato invece in Boccaccio) è il vero protagonista.
Novelle tra le più vivaci e interessanti del secolo le compose Anton Francesco Doni, un letterato che scrisse e si interessò di tutto.
Anche le novelle di Giovanni Francesco Straparola, riunite nelle Piacevoli notti, si fanno leggere con piacere per il modo sciolto e garbato con cui l'autore racconta le sue storie, alcune delle quali di argomento fiabesco.
Altri autori di novelle furono Pietro Fortini, Agnolo Firenzuola e il Lasca, e lo stesso Niccolò Machiavelli, fu autore di una notevole novella, intitolata Belfagor arcidiavolo.

### XVII secolo

#### In Italia
Nella novellistica italiana del Seicento spicca il napoletano Giambattista Basile, autore de Lo cunto de li cunti. Ma i suoi racconti sono da considerarsi più simili alle fiabe che alle novelle.
Autore di un libro di novelle e facezie, alcune piacevoli e vivaci, fu Giovanni Sagredo autore de L'Arcadia in Brenta e Lorenzo Magalotti che, pur essendo soprattutto uno scienziato, seppe raccontare alcune novelle con una prosa spigliata e moderna.
Altro interessante ambito è quello della novella libertina, sviluppata intorno alla veneziana Accademia degli Incogniti, i cui membri crearono un’opera collettiva Le Cento Novelle Amorose dei Signori Accademici Incogniti pubblicata in tre volumi a distanza di alcuni anni l’uno dall’altro. I maggiori rappresentanti furono Giovan Francesco Loredano, Maiolino Bisaccionie, soprattutto Girolamo Brusoni, autore di una raccolta di novelle erotiche, Le Curiosissime novelle amorose

### XVIII secolo

#### In Italia
Sembra che il Settecento, pur avendo tante cose da dire in campo di rinnovamento dei costumi, della politica, della giustizia, dell'economia, della letteratura e della lingua, non abbia trovato il tempo di scrivere novelle. Poche, infatti, ne furono scritte, ed anche queste poche, mosse più da un interesse pedagogico che dal disinteressato gusto del raccontare.
Un'eccezione possono essere considerate le novelle di Gaspare Gozzi, arguto riformatore, scritte in una lingua semplice e priva di artifici e di piacevole lettura.
Più studiata, invece, perché modellata su quella di Giovanni Boccaccio, è la lingua con cui Antonio Cesari scrisse le sue novelle, che certamente non sono dei capolavori di fantasia.

### XIX secolo

#### In Italia
L'Ottocento fu un secolo fondamentalmente romantico nella prima parte, verista nella seconda e la novella ne seguì le correnti.
Il romantico Giuseppe Giusti, poeta di satire politiche, ma anche autore di belle pagine di prosa, scrisse alcune novelle argute e briose.
Agli ideali romantici s'ispirò anche Edmondo De Amicis, autore del popolare libro Cuore, scritto principalmente per i ragazzi.
Scrittore per ragazzi fu anche Carlo Lorenzini, noto con lo pseudonimo di Collodi, autore di Pinocchio ma anche di fiabe e novelle.
Esiti più ricchi e vitali ebbe la novella verista.
Il catanese Giovanni Verga, che del verismo fu il più illustre rappresentante, scrisse bellissime novelle, le più famose raccolte sono Novelle rusticane e Vita dei campi.
In queste novelle, come nel suo più famoso romanzo, I Malavoglia, egli s'ispirò agli stenti, alle fatiche, al duro destino della povera gente della sua Sicilia e lo fece con una prosa che sarebbe dovuta essere oggettiva ed impersonale ed invece è personalissima e ricca di tanta umana empatia.
Alla gente semplice di campagna toscana s'ispirò, invece, Renato Fucini, che fu un fecondo autore di novelle, raccolte nei volumi Le veglie di Neri, Nella campagna toscana, All'aria aperta.
Grazia Deledda, anche se vissuta tra Ottocento e Novecento, fu assai vicina all'arte del Verga e alla poetica verista. Il mondo rude e primitivo della sua Sardegna è scenario di buona parte dei suoi romanzi e delle sue novelle.
Gabriele D'Annunzio, anche lui vissuto tra Ottocento e Novecento, fu poeta, romanziere, drammaturgo ed anche autore di novelle. E fu proprio con le novelle che compì le prime esperienze letterarie, che nonostante fossero ancora legate all'arte verista, intravedevano numerose direzioni di innovamento, segnando la fine della narrazione del "dato umano" tipica del verismo ed inaugurando una scrittura che poco dopo darà i suoi miglior frutti nel versante del decadentismo europeo. Nelle sue raccolte Terra vergine e Le novelle della Pescara, l'ambiente è sempre la sua aspra terra d'Abruzzo, altera, pagana e selvaggia.
Un posto a parte spetta a Ugo Tarchetti, che, pur essendo vissuto a metà dell'Ottocento, sembra preludere con la sua narrativa a temi e gusti che torneranno nel secolo seguente. I suoi Racconti, infatti, ispirati da una pura acrobazia intellettuale, si muovono ai confini dell'assurdo.

### XX secolo

#### In Italia
Nel Novecento la novella presenta una varietà infinita di aspetti. Innanzi tutto i suoi confini geografici e storici diventano meno precisi, perché non è facile distinguerla dalla pagina di memoria, dall'appunto di viaggio, dalle riflessioni su tema, dal documento socioambientale, dalla satira di costume e spesso si fa confluire in quel genere letterario che viene definito del racconto breve.
La novella del Novecento non sempre è trama, ma molto spesso è memoria, riflessione, intimismo, documento, satira, partecipazione sociale, ricerca della bella pagina.
Agli inizi del secolo, Alfredo Panzini, autore di romanzi e di novelle, appare come un narratore un po' antiquato, ma dalla prosa nitida ed elegante con venature di satira e di costume.
Nella prima metà del Novecento, Luigi Pirandello è l'autore più noto anche al di là dei confini d'Italia. Più famoso come autore di commedie, scrisse anche romanzi e novelle, Novelle per un anno. A base delle sue opere è l'indagine sui recessi più misteriosi della coscienza, sull'essenza stessa dell'io.
Massimo Bontempelli, anche lui drammaturgo e narratore ebbe il pregio di raccontare storie irreali ed impensabili con lucida e realistica chiarezza.
Narratore elegante, ma per certi versi legato agli interessi del verismo è Corrado Alvaro, che con la sua narrativa, fatta di romanzi e novelle, si ispira spesso alla vita problematica della gente del meridione d'Italia.
Per buona parte del secolo Alberto Moravia autore di romanzi e novelle, Racconti romani, ha rappresentato un importante punto di riferimento nella narrativa italiana. Con una prosa precisa, aderente alle cose, realistica. Moravia ha espresso un ricco quadro di costume, borghese e popolare, rappresentato con oggettività e senza alcuna pretesa morale.
Contemporaneamente Dino Buzzati, autore di romanzi e novelle fa argomento della sua narrativa le ansie, le paure, le angosce, gli incubi che vivono nel fondo della coscienza dell'uomo, creando situazioni di surrealistica potenza.
Una trascrizione surrealistica della vita contemporanea ispira anche le novelle di Achille Campanile ed Ennio Flaiano.
Il mondo della memoria e delle esperienze di vita è invece il motivo ispiratore fondamentale delle novelle di Michele Saponaro, Natalia Ginzburg, Giorgio Saviane, Vittorio Gassman.
Alla rievocazione d'ambiente, condotta in chiave tra ironica e sentimentale si rifanno le novelle di Giuseppe Marotta, Luca Goldoni, Ugo Gregoretti, Luciano De Crescenzo, Gianni Rodari, Massimo Grillandi e di tanti altri scrittori, noti e meno noti, che vanno ad arricchire questo genere letterario ancora oggi, e forse più che mai, attuale pur con le sue mille sfaccettature.
Importante è anche la novellistica femminile: tra le autrici più importanti e di successo del Novecento, va ricordata Ada Negri, che con Le solitarie apre alla problematica della condizione femminile, attraverso un insistito autobiografismo.